# Julio Benítez "El Cordobés"
Julio Benítez Fraysse (Córdoba, España; 1 de agosto de 1985) es un torero español.
Debutó el 7 de marzo de 2004 en Cantillana. Su debut con caballos se produjo en Pontevedra el 22 de agosto del mismo año. Durante 2005 participó en 37 novilladas, cortando 46 orejas 1 rabo y media de choco.
Tomó la alternativa en Córdoba el día 25 de mayo de 2007, siendo su padrino su padre Manuel Benítez "El Cordobés", aunque de paisano, ya que Finito de Córdoba le cedió el puesto. Como testigo actuó Cayetano Rivera Ordóñez, con toros de Román Sorando. Desde enero de 2006 su apoderado es Raúl Gracia El Tato.
Desde 2018 hasta 2020 estuvo inactivo.